# Desmodora papillata
Desmodora papillata is een rondwormensoort uit de familie van de Desmodoridae. De wetenschappelijke naam van de soort is voor het eerst geldig gepubliceerd in 1901 door Daday.